# Route nationale 762
Pour les articles homonymes, voir Route 762.
La route nationale 762 ou RN 762 était une route nationale française reliant Chalonnes-sur-Loire à Gétigné. À la suite de la réforme de 1972, elle a été déclassée en RD 762.

## Ancien tracé de Chalonnes-sur-Loire à Gétigné (D 762)
- Chalonnes-sur-Loire
- Saint-Laurent-de-la-Plaine
- Bourgneuf-en-Mauges
- Sainte-Christine
- Le Pin-en-Mauges
- Beaupréau, où elle rencontrait la RN 756
- La Croix-Couteau, commune de Villedieu-la-Blouère
- Villedieu-la-Blouère
- Montfaucon
- Montigné-sur-Moine
- Gétigné

- Traversée de Montigné
- et de Montfaucon.